# Albert Riera
Albert Riera Ortega (* 15. April 1982 in Manacor) ist ein ehemaliger spanischer Fußballspieler und heutiger -trainer.

## Spielerkarriere

### Verein
Riera, der im linken Mittelfeld spielt, startete seine Karriere bei seinem Heimatverein RCD Mallorca, aus dessen Jugend er stammte. Nach drei Jahren und einem krönenden Abschluss (der Gewinn der Copa del Rey 2003) zog es ihn ins Ausland. Die nächsten zwei Jahre verbrachte er als Stammspieler in der französischen Ligue 1 beim ambitionierten Team von Girondins Bordeaux. Er wollte unbedingt zurück nach Spanien, doch von Bordeaux aus gelang ihm erst im zweiten Anlauf der Sprung zurück in die Primera División. Nach schwacher Hinrunde wurde er 2006 in die englische Premier League an Manchester City ausgeliehen. Gleich bei seinem Debüt wurde Stadtrivale und Erzfeind Manchester United bezwungen. Am Ende der Saison entschieden sich die „Citizens“ jedoch gegen eine Verpflichtung.
Entgegen allen Erwartungen setzte sich Riera während der Saison 2006/07 bei Espanyol durch und wurde Stammspieler. Bei der Final-Niederlage im UEFA Cup gegen den FC Sevilla gelang ihm sogar ein Treffer in der regulären Spielzeit.
Am 1. September 2008, unmittelbar vor Ende der Transferperiode, unterschrieb Riera einen Vier-Jahres-Vertrag beim englischen Premier-League-Verein FC Liverpool. Die Ablösesumme wird auf acht Millionen Pfund (rund 9,8 Mio. Euro) geschätzt.
Am 13. September im Heimspiel gegen Manchester United gab Riera sein Debüt für Liverpool. Drei Tage später, bei Olympique Marseille, spielte er erstmals in der UEFA Champions League. Nachdem die Saison 2008/09 mit Erreichen des zweiten Platzes in der Premier League relativ erfolgreich für Riera verlaufen war, wurde er in der Saison 2009/10 durch mehrere Verletzungen immer wieder zurückgeworfen. Nachdem er Rafael Benítez öffentlich kritisierte, wurden in den Medien des Öfteren Wechselgerüchte laut.
Im Juli 2010 unterzeichnete der Mittelfeldakteur einen auf vier Jahre befristeten Vertrag beim griechischen Erstligisten Olympiakos Piräus. In der Saison 2010/11 gewann er mit Olympiakos Piräus zum ersten Mal in seiner Karriere eine Meisterschaft.
Am 3. September 2011 wechselte Riera in die Türkei zu Galatasaray Istanbul. Galatasaray bezahlte für den Spanier eine Ablösesumme von 3 Millionen Euro. Hier blieb er in der ersten Saison hinter den Erwartungen zurück und wurde deswegen von der türkischen Fachpresse heftig kritisiert. Nachdem im Sommer 2012 sein Weggang nahezu als sicher galt, blieb er auch in der kommenden Saison im Mannschaftskader. In seiner zweiten Saison bei Galatasaray wurde Riera vom Cheftrainer Fatih Terim als linker Außenverteidiger eingesetzt, nachdem der eigentliche Linksverteidiger Hakan Balta verletzungsbedingt ausgefallen war und dessen Ersatz Çağlar Birinci die erhoffte Leistung nicht erbrachte. Auf dieser neuen Position überzeugte Riera durchgängig und etablierte sich auch als Stammspieler. Mit der Spielzeit 2013/14 wurde die Ausländerzahl in der türkischen Süper Lig stark eingeschränkt. Durch diese Regeländerung kaum Riera in der Liga zu wenigen Einsätzen und spielte eher in der Champions League oder im türkischen Pokal. Nachdem Galatasaray sich in der Wintertransferperiode 2013/14 sich entsprechend den Wünschen des neuen Cheftrainers Roberto Mancini mit Alex Telles und Izet Hajrović verstärkt hatte, musste zwei ausländische Spieler des Kaders abgegeben werden. So wurde Rieras Vertrag am 29. Januar 2014 in gegenseitigem Einvernehmen aufgelöst. Während seiner Zeit bei Galatasaray wurde Riera zweimal türkischer Meister, türkischer Supercupsieger und einmal Viertelfinalist der Champions League.
Am 24. März 2014 gab er bekannt, ab Sommer 2014 für den italienischen Erstligisten Udinese Calcio zu spielen. Im November 2014 wurde ihm fristlos gekündigt, nachdem er an einem Pokerturnier teilgenommen hatte, obwohl Udinese ein Ligaspiel gegen Chievo Verona bestritt. Im März 2015 fand er mit RCD Mallorca einen neuen Verein. Im September 2015 wechselte Riera zum slowenischen Erstligisten NK Zavrč. Nach zwölf Ligaspielen und einem Tor, wechselte er schon im Januar 2016 zum FC Koper. Bis zum Ende der Saison kam er lediglich für 28 Minuten zum Einsatz, als er am 28. Februar gegen NK Olimpija Ljubljana eingewechselt wurde. Im Juli 2016 wurde entlassen.
Am 24. Januar 2018 gab er letztendlich seinen Karriereende bekannt.

### Nationalmannschaft
Natürlich entging auch dem spanischen Nationaltrainer Luis Aragonés Rieras' Leistungssteigerung nicht, so dass er mittlerweile drei Spiele für die „Selección“ bestritten hat. Beim Auswärtsspiel in Dänemark gelang ihm gar ein Weitschusstor zum 3:1-Erfolg. Sein Teamkollege Raúl Tamudo traf im selben Spiel ebenfalls. An der Fußball-Europameisterschaft 2008 durfte er allerdings nicht teilnehmen.

## Trainerkarriere
Zu Beginn der Spielzeit 2020/21 wurde Albert Riera bei Galatasaray Istanbul Co-Trainer von Fatih Terim. Nach dieser Saison beendete er die Zusammenarbeit und kehrte im Januar 2022 als Assistent von Domènec Torrent zurück. Nach der Entlassung von Torrent verließ Riera ebenfalls den Verein.

## Erfolge

### Spieler
Nationalmannschaft
- Dritter Platz beim FIFA-Konföderationen-Pokal 2009[11]

Verein
- Copa del Rey: 2003
- Griechischer Meister: 2011
- Türkischer Meister: 2012, 2013
- Türkischer Supercupsieger: 2012, 2013

### Trainer
NK Olimpija Ljubljana
- Slowenischer Meister: 2022/23
- Slowenischer Pokalsieger: 2022/23